# Institut de mathématiques Steklov
L’Institut de mathématiques en mémoire de V. A. Steklov (Математический институт имени В. А. Стеклова en russe), connu sous le nom d'Institut Steklov, est un centre de recherche en mathématiques de l'Académie des sciences de Russie. Il a été fondé à Léningrad, aujourd'hui Saint-Pétersbourg, le 28 avril 1934 sur la décision de l'Assemblée générale de l'Académie des sciences d'URSS. Le nom de l'institut a été donné en l'honneur de Vladimir Andreïevitch Steklov. Le premier directeur en fut Ivan Vinogradov, et le directeur actuel (septembre 2020) est Dmitrii Valer'evich Treschev.

## Département de Saint-Pétersbourg
En 1940, l'institut a été déplacé à Moscou, mais l'ancien bâtiment est devenu son département à Saint-Pétersbourg. Aujourd'hui, c'est devenu une organisation indépendante appelée le Département Saint-Pétersbourg de l'Institut de mathématiques Steklov de l'Académie des sciences de Russie, abrégé « POMI RAN » en russe ou « PDMI RAS » en anglais.

## Sièges

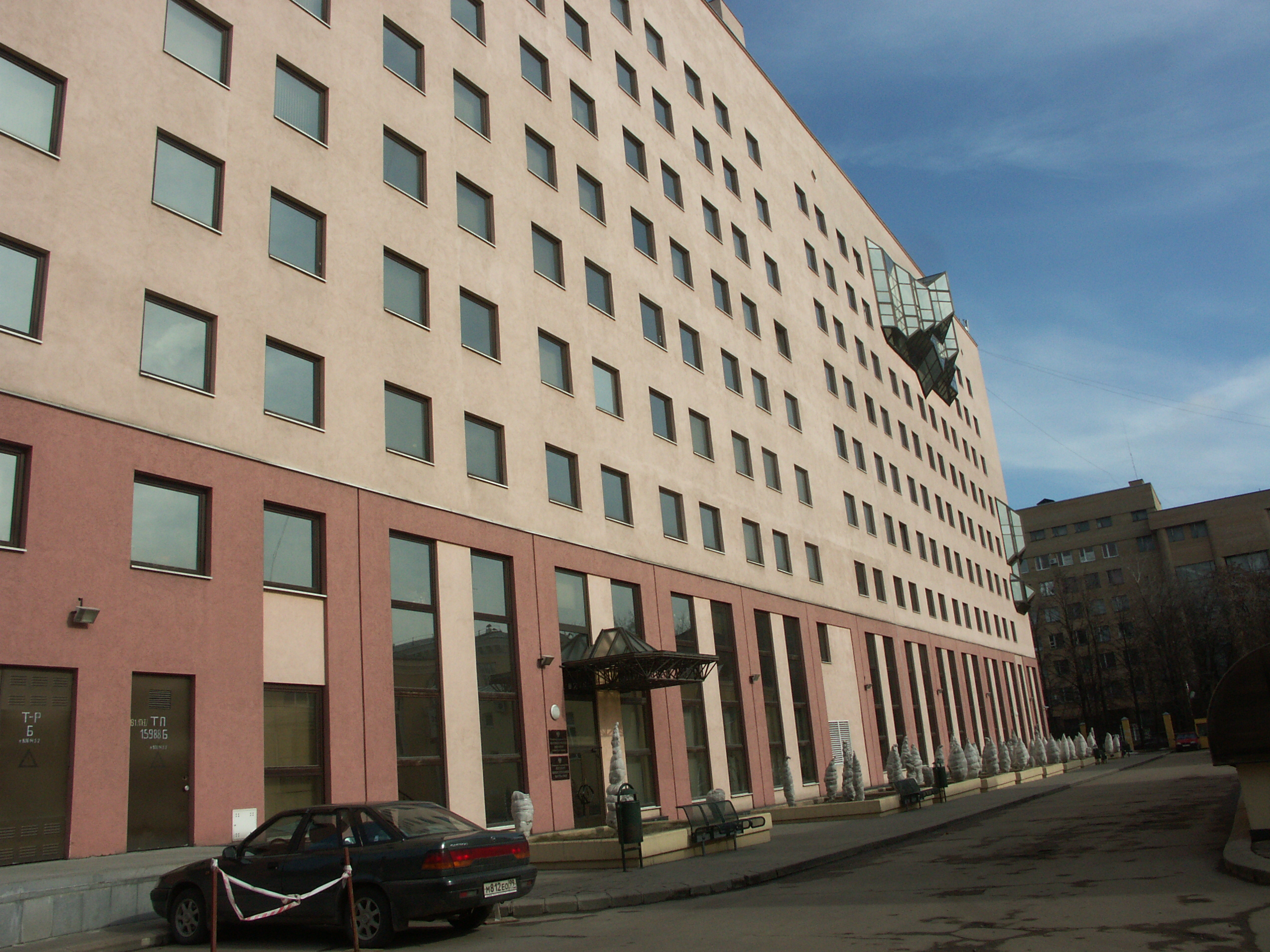
Le nouvel institut à Moscou
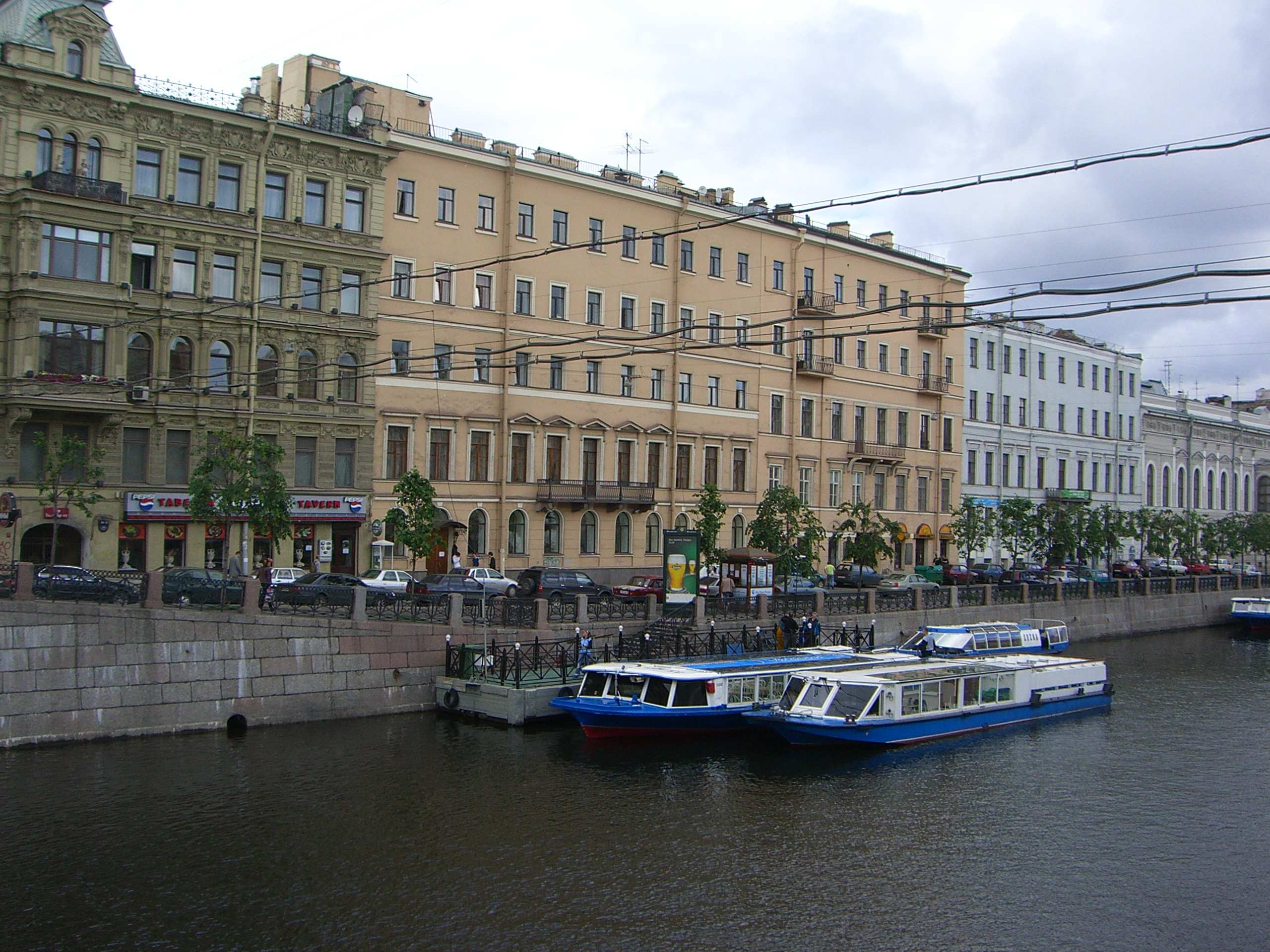
L’ancien Institut Steklov au n°27, quai Fontanka, à Saint-Pétersbourg.